# Gens Làrcia
La gens Làrcia o Làrtia (en llatí Lartia gens) va ser una gens romana patrícia, que es va destacar al començament de la república mercès a dos dels seus membres, Tit Larci Flau, el primer dictador, i Espuri Larci Flau, el company d'Horaci Cocles en la defensa del Pons Sublicius. Aviat aquest nom va desaparèixer.
El seu origen era etrusc amb l'arrel etrusca Lar que vol dir "senyor" i que es troba a les tombes sota les formes Larth, Lart, Laris, i fins i tot Laree. Titus Livi sempre utilitza la forma Larci (Lartius). Dionís d'Halicarnàs utilitza Λάρκιος i Λάργιος i diu que van portar el cognom Flau (Flavus).